# Vera Barbosa
Vera Lúcia Mendes Barbosa (Vila Franca de Xira, 13 de janeiro de 1989) é uma atleta portuguesa que é recordista nacional de 400 metros com barreiras.
De origem caboverdiana, começou a sua carreira em Portugal, onde nasceu, num clube de Monte Abraão, o JOMA, no ano de 2005. Em 2007 adquire a nacionalidade portuguesa, o que lhe permite começar a obter títulos e recordes nacionais portugueses. O primeiro desses títulos foi conseguido na época de inverno de 2010, ao vencer os 400 metros dos Campeonatos Nacionais de Pista Coberta.
No final da época de 2010 transfere-se para o Sporting Clube de Portugal, tornando-se campeã nacional absoluta de 400m barreiras. Na temporada seguinte, bate o recorde nacional desta distância na final dos Campeonatos Europeus de Sub-23, realizados em Ostrava, onde se classificou em quarto lugar com o tempo de 55.81 segundos.
Em 2012, nos Jogos Olímpicos de Londres, acabaria por passar a primeira ronda com um novo recorde nacional: 55,22.
Em 2018 ficou suspensa a prática do atletismo até 2020 devido a um incumprimento informático da qual entrou em processo jurídico, mas não ganhando o mesmo. Aproveitando para ser mãe.

## Recordes Pessoais[2]

### Ar Livre
| Prova           | Data                  | Local                | Marca  | Notas            |
| --------------- | --------------------- | -------------------- | ------ | ---------------- |
| 200 metros      | 31 de maio de 2008    | Lisboa, Portugal     | 25.38s |                  |
| 400 metros      | 9 de maio de 2009     | Osaka, Japão         | 54.50s |                  |
| 400m barreiras  | 5 de agosto de 2012   | Londres, Reino Unido | 55.22s | Recorde Nacional |
| Salto em altura | 21 de janeiro de 2006 | Lisboa, Portugal     | 1.62m  |                  |

### Pista Coberta
| Prova      | Data                    | Local             | Marca  | Notas |
| ---------- | ----------------------- | ----------------- | ------ | ----- |
| 200 metros | 10 de Fevereiro de 2008 | Espinho, Portugal | 25,60s |       |
| 400 metros | 26 de Fevereiro de 2012 | Pombal, Portugal  | 53,76s |       |